# قزل آوار
قزل‌آوار (به ترکی آذربایجانی: Qızılavar) یک منطقه مسکونی در جمهوری آذربایجان است که در شهرستان ماساللی واقع شده‌است. قزل‌آوار ۳۶۰۰ نفر جمعیت دارد.

## ریشه واژه
نام قزل‌آوار برخلاف نمای ترکی‌اش برگرفته از دو واژه تالشی قزه به معنی گرم و خشک و وُ به معنی باد است. علت نام‌گذاری آن بادهای گرم و خشکی است که در این ناحیه می‌وزد.